# イナリ・サーミ語
イナリ・サーミ語（イナリ・サーミご、イナリ・サーミ語: anarâškielâ、英: Inari Sami language）は、サーミ語の一つである。話者はフィンランドのイナリ基礎自治体に居住するイナリ・サーミ人の人々で、大多数は中年またはそれ以上の高齢者である。その話者数は約300人である。

## 言語名別称
- Saami, Inari
- Anar
- Finnish Lapp
- Inari Lappish
- Lapp
- Saam
- Saame
- Sámi
- Samic